# 刘维宁 (1955年)
刘维宁（1955年—），俄文名阿列克謝·克里莫維奇·費多托夫（俄语：Алексей Климович Федотов），昵稱阿廖沙（俄语：Алёша），生于苏联莫斯科，俄罗斯国籍，已获中华人民共和国外国人永久居留证。原中国国家主席刘少奇的长孙，是刘少奇长子刘允斌和玛拉·费多托娃之子。

## 生平
刘允斌14岁时到苏联学习。1950年，刘允斌（克里木）与在莫斯科大学留学时的俄罗斯籍同班同学玛拉·费多托娃结婚，育有一女（索妮娅）一子（阿廖沙）。1957年，刘允斌回中国工作。当时处于中苏交恶前夕，玛拉决定带着子女留在苏联。1958年，刘允斌、玛拉离婚，索妮娅、阿廖沙随母亲玛拉在苏联莫斯科生活，并改随母姓。1960年刘少奇访问苏联时会见过玛拉、玛拉的父亲、索妮娅、阿廖沙，那是阿廖沙和刘少奇第一次也是唯一一次见面。文化大革命期间，刘少奇和时任中共中央主席毛泽东政争失败，1969年悲惨病逝，刘允斌也于1967年在包头卧轨自杀身亡。索妮娅、阿廖沙姐弟因为和母亲在苏联而未受到波及。
阿廖沙在莫斯科一直过着平民百姓的生活。为避免麻烦，在苏联、俄罗斯生活的数十年中，自上中学直到进入工作单位，阿廖沙从不向人提起祖父及父亲，也从不在亲属栏中填写刘少奇、刘允斌之名。他自莫斯科航空学院毕业后，进入苏联国家航天指挥中心（后为俄罗斯国家航天指挥中心）工作，成为高级工程师。1998年，刘少奇诞辰100周年时，中国政府给他寄来一封邀请函，这是王光美的意思，他向工作的俄罗斯联邦航天局提出申请，但因工作涉及国家机密，所以上级不批准，需等军事管理局及国家安全局的批示，耽搁许久，最终收到批复时，刘少奇诞辰100周年纪念日已过去。
此事过后，阿廖沙开始办理提前退役，但上级不批准，阿廖沙到法院申诉胜诉后于1998年退役。因其工作涉及国家机密，按照规定，退役后五年才能出国。5年后的2003年，阿廖沙第一次到中国，受到王光美的欢迎，王光美召集了刘少奇家族所有能来的亲戚和他聚会，他还去了宁乡县花明楼参观了刘少奇故居。此后他多次来中国访问。几年后，已获得外国人永久居留证的阿廖沙开始定居于中国广州市番禺区，并时常来往于中俄两国之间。2007年，他曾担任“第二届（广州）青少年机器人大赛”顾问。他在广州创办了一家为中俄贸易服务的非商业组织。

## 家庭
- 祖父：刘少奇（中国第二任国家主席）
- 祖母：何宝珍（又名何葆贞）
- 父：刘允斌，刘少奇长子
- 母：玛拉·费多托娃
- 兒子：劉安東，俄文名安東·阿列克謝耶維奇·費多托夫（俄语：Антон Алексеевич Федотов），現從事中俄貿易[4]。
- 女兒：劉麗達（1982年12月28日-），俄文名馬加麗塔·阿列克謝耶芙納·費多托娃（俄语：Маргарита Алексеевна Федотова），現任俄羅斯-亞洲工業企業家協會第一副主席、俄羅斯-菲律賓商務理事會副主席[5]。